# Henri Piérard
Henri-Joseph Marius Piérard (Felenne, 21 giugno 1893 – Lovanio, 5 marzo 1975) è stato un missionario e vescovo cattolico belga.

## Biografia
Abbracciò la vita religiosa tra gli Agostiniani dell'Assunzione e fu ordinato prete nel 1925.
Fu eletto vescovo titolare di Andropoli e nominato vicario apostolico di Beni, nel Congo, nel 1938. Nel 1959 il vicariato fu elevato a diocesi e Piérard divenne vescovo residenziale.
Per provvedere all'istruzione e all'educazione cristiana della gioventù, nel 1948 fondò le Piccole Suore della Presentazione e nel 1951 i Piccoli Fratelli dell'Assunzione.
Nel 1966 rinunciò al governo della diocesi e fu trasferito alla sede titolare di Molicunza.

## Genealogia episcopale e successione apostolica
La genealogia episcopale è:
- Cardinale Scipione Rebiba
- Cardinale Giulio Antonio Santori
- Cardinale Girolamo Bernerio, O.P.
- Arcivescovo Galeazzo Sanvitale
- Cardinale Ludovico Ludovisi
- Cardinale Luigi Caetani
- Cardinale Ulderico Carpegna
- Cardinale Paluzzo Paluzzi Altieri degli Albertoni
- Papa Benedetto XIII
- Papa Benedetto XIV
- Papa Clemente XIII
- Cardinale Marcantonio Colonna
- Cardinale Giacinto Sigismondo Gerdil, B.
- Cardinale Giulio Maria della Somaglia
- Cardinale Carlo Odescalchi, S.I.
- Cardinale Costantino Patrizi Naro
- Cardinale Lucido Maria Parocchi
- Papa Pio X
- Papa Benedetto XV
- Cardinale Willem Marinus van Rossum, C.SS.R.
- Arcivescovo Giovanni Battista Dellepiane
- Vescovo Henri-Joseph Marius Piérard, A.A.

La successione apostolica è:
- Arcivescovo Emmanuel Kataliko (1966)